# Monopsoni
Monopsoni är det tillstånd som uppstår på marknaden när det bara finns en köpare, som flera säljare måste slåss om. Jämför med monopol.

## Typexempel
- Militären är den enda köparen av många produkter.
- Staten är den enda köparen av vissa former av arbetskraft.